# Byron Lawson
Byron Anura Lawson (né le 26 août 1968 à Vancouver au Canada) est un acteur canadien.

## Filmographie
- 2011 : Les Roches maudites (Killer Mountain) (TV) : Kelden
- 2007 : Le Diable et moi - Saison 1 (série télévisée)
- 2007 : Fallen - Kushiel (série télévisée)
- 2006 : Héritage criminel (Murder on Spec) (Téléfilm)
- 2006 : Des serpents dans l'avion de David R. Ellis
- 2006 : Godiva's - Saison 2 (série télévisée)
- 2005 : Killer Instinct - Saison 1 (série télévisée)
- 2002 : Jeremiah - Saison 1 et 2 (série télévisée)
- 2002 : Andromeda - Saison 3 (série télévisée)